# لا موريرا
بلدية لا موريرا (بالإسبانية: La Morera)‏, هي إحدى بلديات مقاطعة بطليوس, التي تقع في منطقة إكستريمادورا, والتي تقع في غرب إسبانيا.
يبلغ عدد سكانها 786 نسمة وفقاً لإحصائية سنة (2002).